# Соломоновка (Калузька область)
Соломоновка (рос. Соломоновка) — присілок в Кіровському районі Калузької області Російської Федерації.
Населення становить 53 особи. Входить до складу муніципального утворення Присілок Гавриловка.

## Історія
Від 2004 року входить до складу муніципального утворення Присілок Гавриловка.

## Населення
| 2002 | 2010 |
| ---- | ---- |
| 77   | ↘53  |